# 藤村幸司
藤村 幸司（ふじむら こうじ、1964年8月15日 - ）は、関西を拠点に活動するフリーアナウンサー。サン放送アカデミー所属。

## 人物・来歴
兵庫県加古川市出身。神戸学院大学在学中に、テレビ、ラジオのCMナレーションでデビュー。卒業後、フリーアナウンサーとして、関西と広島を拠点に活動開始。広島では宮島競艇場の場内実況やスポーツニッポン内コラムを連載執筆していた。
1990年、開局準備中の長崎国際テレビ（日本テレビ系列）に入社、アナウンサー1期生となる。翌年4月の開局後はテレビ長崎から移行された『ズームイン!!朝!』の初代担当となり、小規模局らしく中継だけでなく取材と編集も兼ねて活動。開局前からおこっていた雲仙・普賢岳の噴火災害では、被災地の姿を全国に伝えた。その後、後輩が増えたことによってチーフアナウンサーとして、アナウンス陣の纏め役的存在となった。
しかし長崎県内の地上デジタルテレビジョン放送を翌日に控えた2006年11月30日、「一身上の都合で」退社・独立し関西に戻り、再びフリーアナウンサーとしてのスタートを切った。現在はアナウンサー養成スクールサン放送アカデミーで講師を務め、教え子には日本海テレビのキャスター松岡史子や元静岡第一テレビアナウンサーの西山加朱紗らがいる。
演劇に造詣が深く、劇団四季の会報誌に寄稿したり、歌舞伎のイベントなどに出演している。

## 現在の出演番組
- 情報ライブ ミヤネ屋 - リポーター（読売テレビ制作・日本テレビ系列、2008年3月 - ）
  - 総合司会である宮根誠司の休暇時に、総合司会代理を務めることもある。

## 過去の出演番組

### NIB時代
- ニュースプラス1ながさき
- NNN Newsリアルタイム（ローカルパート）
- ズームイン!!朝! - 長崎担当キャスター
- 長崎の美男・美女探し 夢はパラダイス
- アナ番
- TBSテレビ「三宅裕司のえびぞり巨匠天国」
  - 作品を持ち込み、一般人として1991年1月に出演の際、イチロー夫人になる前の福島弓子とアナウンサー研修を一緒に受けたことなどを番組内で福島と会話している。